# عبد الرشيد خان
عبد الرشيد خان (بالإنجليزية: Abdul Rashid Khan)‏ (و. 1908 – 2016 م) هو ملحن، ومغن من الهند . ولد في أتر برديش .

## جوائز
حصل على جوائز منها:
- جائزة سانجيت ناتاك أكاديمي
- بادما شري.

## روابط خارجية
- عبد الرشيد خان على موقع IMDb (الإنجليزية)
- عبد الرشيد خان على موقع ميوزك برينز (الإنجليزية)
- عبد الرشيد خان على موقع ديسكوغز (الإنجليزية)